# Phantoms
Phantoms es una película estadounidense de ciencia ficción y terror de 1998, la cual es una adaptación de la novela del mismo nombre de Dean Koontz del año 1983. Dirigida por Joe Chappelle con un guion de Koontz, la película está protagonizada por Peter O'Toole, Rose McGowan, Joanna Going, Liev Schreiber, Ben Affleck, Nicky Katt, y Clifton Powell. La película tiene lugar en la tranquila localidad de Snowfield, Colorado, donde algo malvado ha acabado con la comunidad. Un grupo de personas va a intentar detenerlo o al menos salir de Snowfield vivos.

## Argumento
La doctora Jennifer Pailey lleva a su hermana Lisa a la ciudad turística de Snowfield, Colorado, una pequeña estación de esquí de pueblo enclavado en las Montañas Rocosas, donde Jenny trabaja como médico. Una vez en la ciudad, las hermanas no encuentran a nadie a su alrededor, pero sí un par de cadáveres. En primer lugar, sus sospechas son de que hay un asesino en serie suelto en la ciudad. Después de encontrar las cabezas cortadas del panadero y de su esposa en un horno, las hermanas se encuentran por el sheriff Bryce Hammond, un exagente del FBI obsesionado por la muerte de un niño al que mató accidentalmente, y sus ayudantes Stu Wargle y Steve Shanning, que han venido a investigar las extrañas muertes.
Cuando llegan a un hotel cercano, el grupo encuentra la escritura de una víctima en un espejo en el que se lee el nombre de Timothy Flyte. Momentos más tarde, Shanning oye un sonido fuera y acude corriendo pero cuando van los demás solo encuentran su arma, su sombrero y sus zapatos, y él ha desaparecido. Volviendo a la oficina del sheriff para solicitar ayuda y crear barricadas alrededor de Snowfield, se revela que Wargle es un paranoico e inmoral, y el grupo recibe una extraña llamada antes de ser atacado por una extraña criatura que parece ser una polilla gigante que rasga la cara de Wargle, matandolo, antes de que Bryce la mate. Tras sospechar que la criatura podría ser el Diablo, Lisa se encuentra a Wargle mientras está en el cuarto de baño antes de que ella y los demás descubran que su cuerpo ha desaparecido de la morgue.
En ese momento, los compañeros de Bryce del FBI encuentran a Flyte, un académico británico que teorizó sobre el Antiguo Enemigo, una entidad que se generaliza como "caos destructivo" que periódicamente aniquila civilizaciones como la de los mayas y los colonos de la isla de Roanoke. Acompañado por una unidad de comando del Ejército, Flyte acude a Snowfield donde se reúne con las hermanas Pailey y Bryce y, allí, Flyte acompaña a un tercio del grupo de comando a la iglesia para investigar, donde encuentran a un perro que aparentemente parece un superviviente pero que en seguida se descubre que es uno de ellos y convierte al resto del comando.
Con el resto de miembros de la unidad sistemáticamente exterminados, el último miembro le da Flyte una muestra de vómito para que lo estudie y escriba ''el evangelio'' antes de convertirse en un charco de líquido negro. Flyte y el grupo conocen la naturaleza del Antiguo Enemigo, un ente que ha pervivido durante mucho tiempo absorbiendo a sus víctimas y sus conocimientos y que gracias a esos conocimientos y la forma que tenían sus víctimas de verle, se cree un Dios y por ello había llevado a Flyte a Snowfield, para que revelara su existencia al mundo. Mientras, envía a su convertidos, los Fantasmas, para que maten a las dotaciones de la Guardia Nacional apostadas alrededor de la ciudad.
Descubren que su composición es similar al petróleo y traman un plan para usar una bacteria contra él. Sin embargo, aparte de la cantidad limitada que tienen, el problema sigue siendo para insertar la bacteria en el núcleo, que es el cuerpo principal del Enemigo. Pero debido a que el Antiguo Enemigo es extremadamente orgulloso, el grupo utiliza a Flyte para que le llame en su conjunto y le cuenta su plan para destruirle. Después de que su núcleo absorbe a todos los Fantasmas, mientras que emergen de las alcantarillas para asumir una forma de Masa Madre, Bryce y las hermanas Pailey lanzan la bacteria al Antiguo Enemigo antes de retirarse bajo tierra donde Bryce baja en su búsqueda.
Mientras que las hermanas Pailey se encuentran tratando con el Fantasma con la forma de Wargle antes de que Jenny aparentemente lo mata con un arma de fuego que contiene las bacterias, Bryce encuentra al Antiguo Enemigo cuando asumió la forma de un niño al que mató accidentalmente durante una redada antidrogas del FBI. Cuando el muchacho coge el último frasco que tenía, Bryce le dispara para exponer a la criatura a su contenido mientras muere a causa de la bacteria.
A pesar de que Bryce asegura a Lisa y Jenny que se ha ido, Flyte admite que el Antiguo Enemigo logró su victoria ya que él decide contarle al mundo lo que sucedió con un libro basado en lo que ocurrió en Snowfield. Algún tiempo más tarde, viendo a Flyte siendo entrevistado acerca de su libro, El Antiguo Enemigo, dos clientes de un bar argumentan sobre la existencia de vida extraterrestre. Oyendo una risa cercana, los clientes se giran para ver a Wargle que les pregunta si quieren ver algo interesante.

## Reparto
- Peter O'Toole como el doctor Timothy Flyte.
- Rose McGowan como Lisa Pailey.
- Joanna Going como la doctora Jennifer Pailey.
- Liev Schreiber como Stuart 'Stu' Wargle, ayudante del sheriff.
- Ben Affleck como el sheriff Bryce Hammond.
- Nicky Katt como Steve Shanning, ayudante del sheriff.
- Clifton Powell como el general Leland Copperfield.
- Rick Otto como el científico Lockland.
- Valerie Chow como la científica Yamaguchi.
- Adam Nelson como el científico Burke.
- John Hammil como el científico Talbot.
- John Scott Clough como el científico Shane.
- Michael DeLorenzo como el soldado Velásquez.
- William Hahn como el científico Borman.
- Robert Himber como el científico Walker.
- Bo Hopkins como el agente Hawthorne.
- Robert Knepper como el agente Wilson.

## Recepción
Phantoms recibido un 13% de aprobación en Rotten Tomatoes, basada en 30 comentarios. Roger Ebert dio a la película 1 estrella de 4. La película recaudó $5.6 millones de dólares en taquilla.[cita requerida]